# Uster (gemeente)
Uster is een stad en de hoofdstad van het district Uster in het Zwitserse kanton Zürich.
Het belang van de stad Uster is aanzienlijk toegenomen door de aanleg van het S-Bahn-netwerk van het verkeersnet van Zürich. Met meer dan 36.000 inwoners is het de derde stad van het kanton en een van de twintig grootste steden van Zwitserland. Samen met Wetzikon vormt het een van de twee centra van het Oberland van Zürich. Uster ligt aan een meer, genaamd Greifensee.

## Geschiedenis
Op 9 mei 1985 kwam het betonnen plafond van het overdekte zwembad naar beneden waarbij twaalf mensen om het leven kwamen. De hoofdoorzaak was corrosie van de ophangconstructie van het plafond. De gebruikte roestvaststalen (RVS) ankers waren gebroken door scheurvormende spanningscorrosie. Van het gebruikte soort RVS is thans bekend dat het snel en sterk wordt aangetast door de relatief hoge chloorconcentratie van de lucht van zwembadhallen.

## Plaatsen in de gemeente
|                                                   |                                                      |                                           |
| - Kirchuster - Niederuster - Oberuster - Nossikon | - Riedikon - Werrikon - Winikon-Gschwader - Freudwil | - Uster - Wermatswil - Nänikon - Sulzbach |

## Kunst, Cultuur
De stad Uster ontving in 2001 de Wakkerprijs.
In Uster bevindt zich het SwissJazzOrama, een museum en omvangrijk muziekarchief over jazz uit Zwitserland en erbuiten.

## Sport in Uster
Sinds 1980 wordt jaarlijks in Uster de Greifenseelauf gehouden, een internationale hardloopwedstrijd van een halve marathon.

## Geboren
- Johann Heinrich Müller (1879-1959) in Riedikon, componist, arrangeur, dirigent en muziekuitgever
- Rolf Blättler (1942-2024), voetballer en voetbalcoach
- Peter Lüssi (1954), componist, dirigent, trompettist, muziekuitgever en onderwijzer
- Peter Jörg (1972), baanwielrenner
- Giuseppe Mazzarelli (1972), voetballer

## Overleden
- Martha Ribi-Raschle (1915-2010), politica

## Externe link

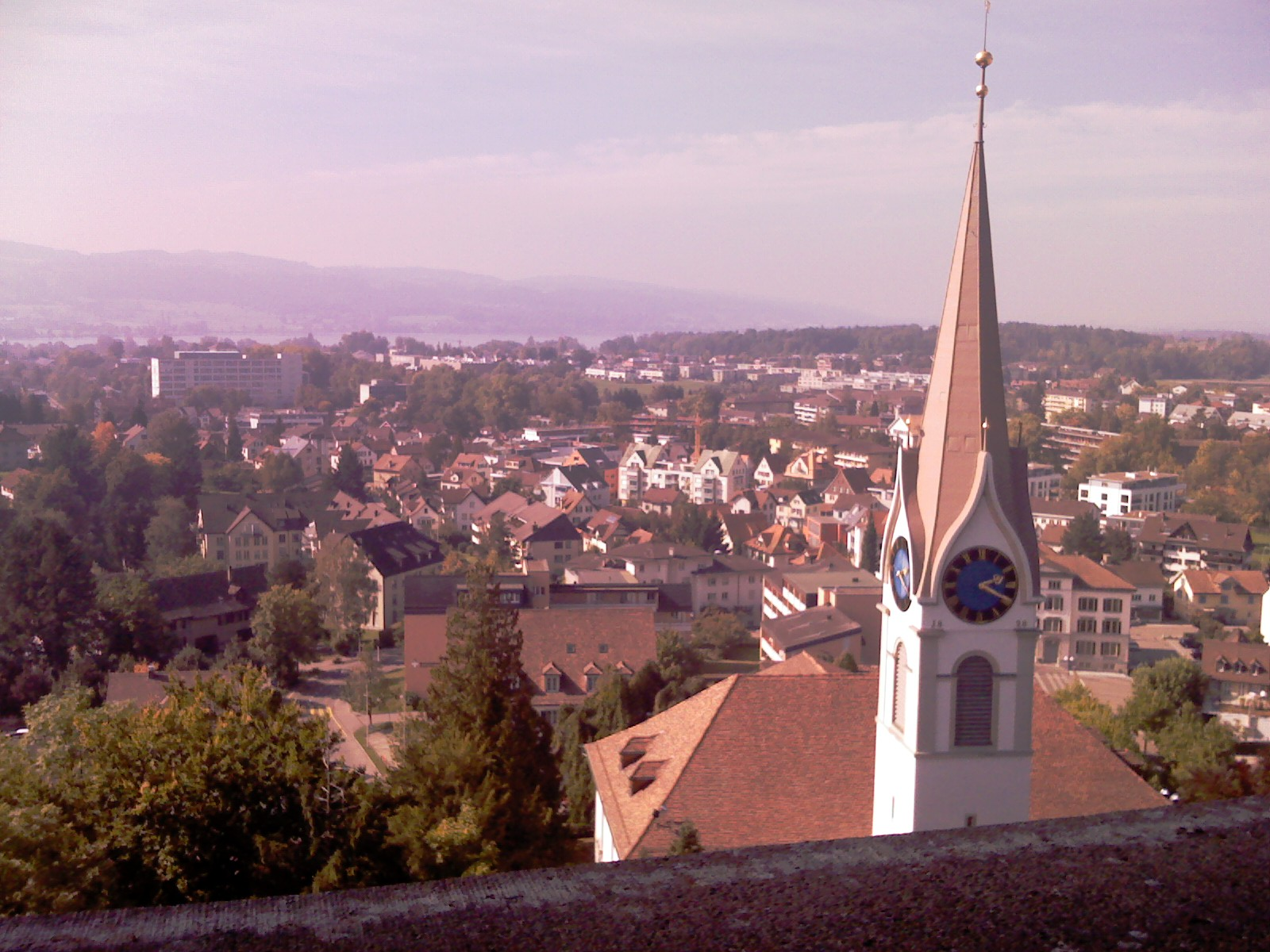
Uster - protestants kerk

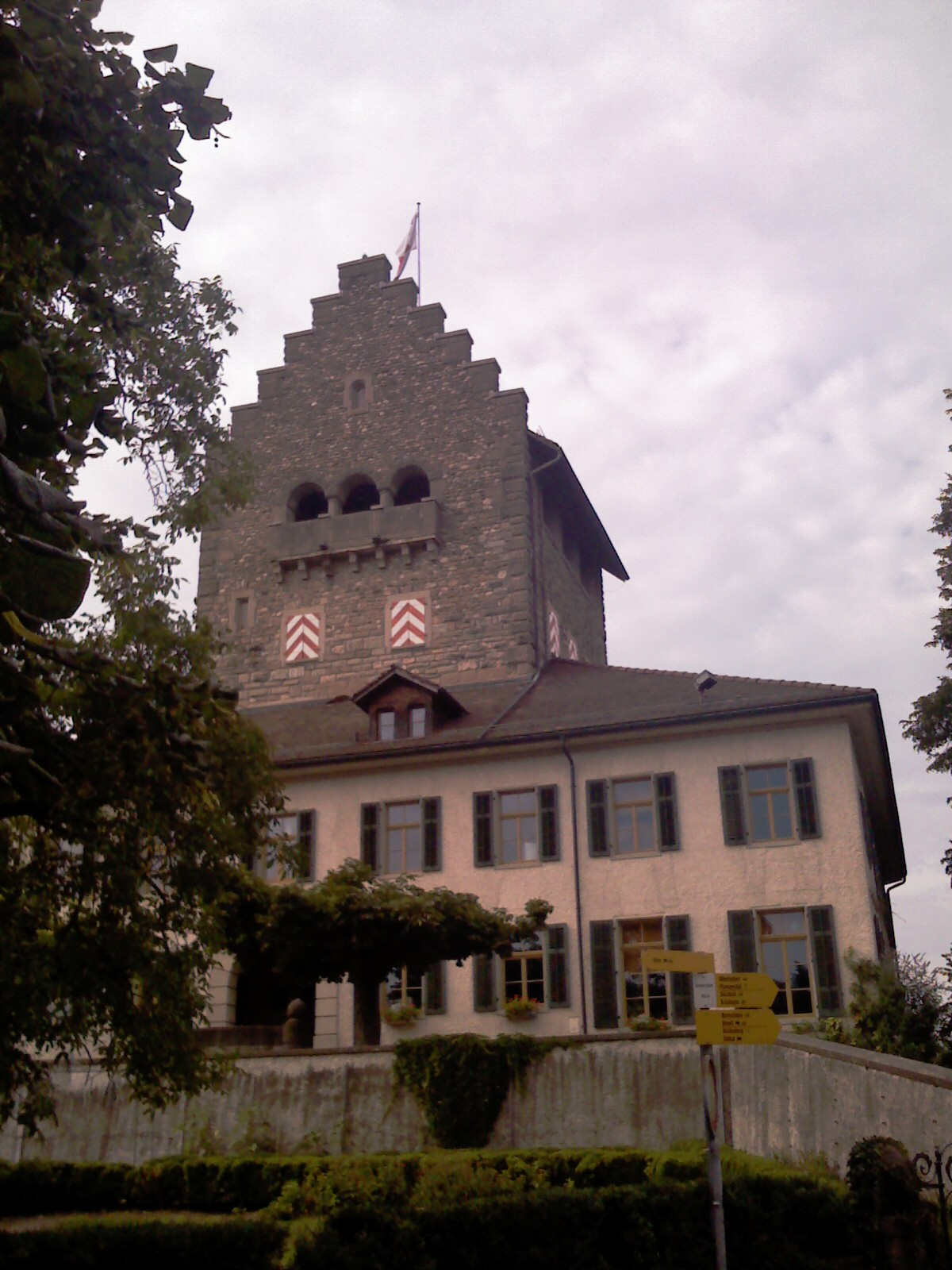
Slot Uster